# 寧漢分裂

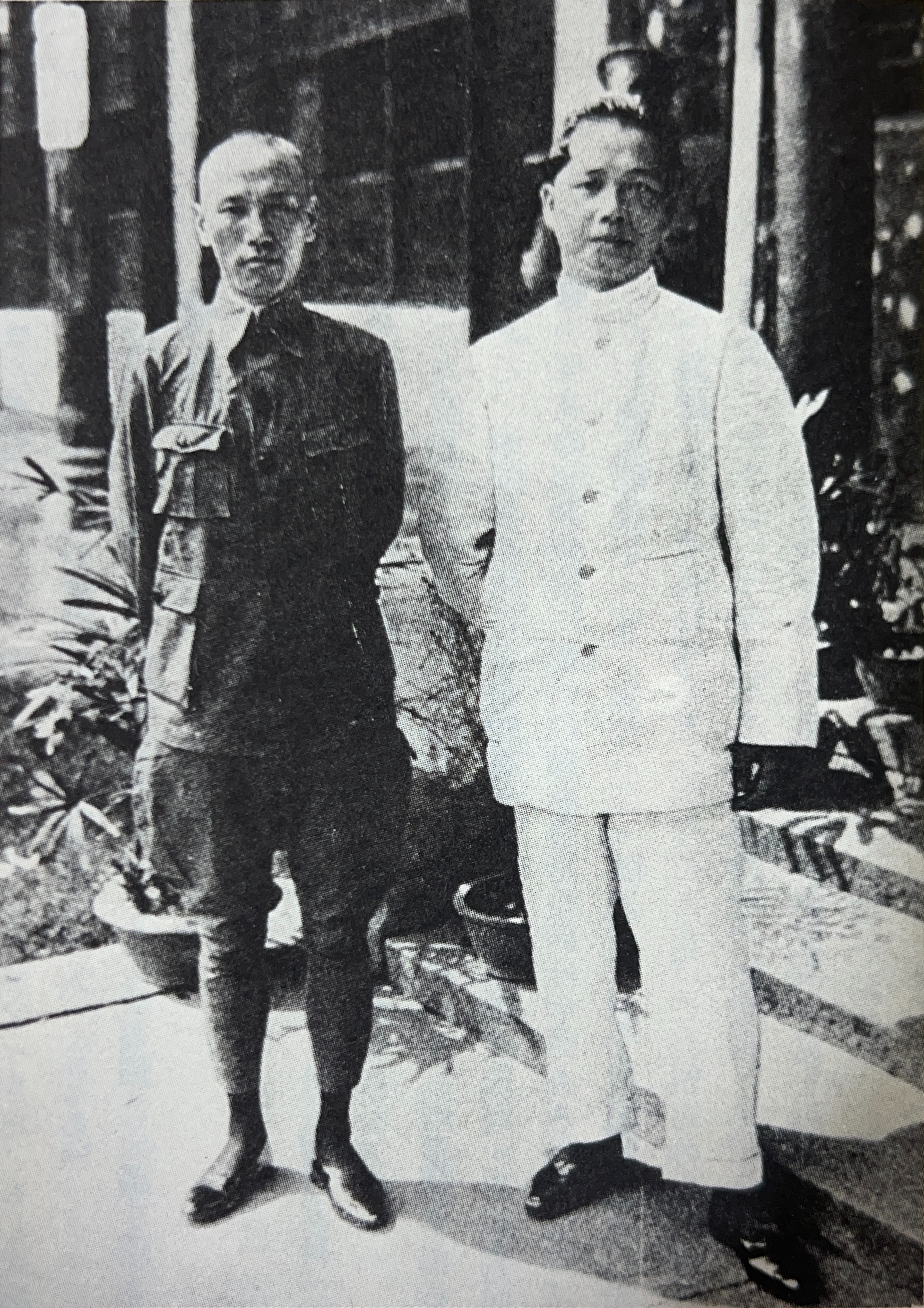
蔣中正（左）與汪精衛（右）

寧漢分裂（宁、汉分别指南京和武汉）是1927年國民政府北伐期間，中國國民黨内部以南京蔣中正為首的清共勢力和武漢汪精卫為首的容共势力发生分裂的事件。寧、漢分別指南京（舊稱江宁）和武漢。

## 經過
1926年7月1日，國民革命軍誓師北伐。9月7日，北伐軍攻佔漢口市，11月8日攻佔南昌，蔣到南昌指揮進攻孫傳芳。11月11日，廣州國民政府決定北遷漢口。
1927年1月3日，中國國民黨中央政治會議議決，中國國民黨中央黨部移駐南昌。2月10日，中國國民黨中央執行委員會全體大會在武漢召開。會後以汪兆銘、譚延闓、孫科、宋子文、徐謙為國民政府常務委員。2月26日，蔣介石在南昌中央政治會議議決要求蘇俄共产國際撤回鮑羅廷。
1927年3月6日，國民革命軍第一師中國國民黨黨代表倪弼手下右派軍官槍殺了江西省總工會副委員長、贛州總工會委員長陳贊賢。隨後，蔣部陸續在九江、安慶、寧波和南京搗毀國民黨左派領導的黨部和報社、工人總工會，槍殺、逮捕共產黨員與抗議遊行之工人群眾。
3月10日至17日，國民黨二屆三中全會後，其執監委暨候補委員八十名中，中國共產黨員約居三分之一，親共之左派亦居三分之一，中國國民黨中央黨部各部部長暨其秘書，共產黨員亦佔一半以上，至此，國民政府已由蘇聯顧問與共產黨勢力全權把持。
蘇聯與中國共產黨憑藉中國國民黨會議增設勞工部、農政部以中國共產黨員蘇兆徵、譚平山擔任部長，中國共產黨員林伯渠為軍事委員會秘書長。另組成武漢中華全國總工會以向忠發、劉少奇、李立三為首，組織武裝衛隊濫動私刑，殺害他們所判定的工賊。史達林也派羅易到武漢協助鮑羅廷組織農工階層展開土地革命，農民協會、土地委員會成為權力武裝組織。隨後鮑羅廷在武漢成立「中國國民黨中央執行委員與國民政府委員臨時聯席會議」，憑藉掌握中國共產黨與中國國民黨左派進而取得政治主導權，決議「迎汪復職，以與蔣分權」，以所謂「提高黨權」、「反對軍事獨裁」、「打倒新軍閥」為理由，於1927年3月10日，中國國民黨二屆三中全會通過《統一黨的領導機關決議案》，通過了「統一革命勢力」、「統一黨的領導機關案」等反蔣方案。同時為防止蔣獨攬專權，會議缺席，選舉汪兆銘出任中國國民黨中央常務委員會主席、中央黨部組織部長，並決議不設中央軍事委員會主席，改為7人集體領導，免去原來由蔣擔任上述職務，將蔣降為普通委員。蔣在南昌發表《告黃埔同學書》，表明不接受該決議，說「革命責任，不容諉卸」，「誓必負責完成北伐」，並力勸同志「堅守國民革命立場，維持國家社會秩序，團結一致，解救民眾痛苦」。面對親蘇勢力倒蔣，蔣決計和中國共產黨斷絕關係，於是同剛回國的汪兆銘商討發動清黨工作，驅逐蘇聯顧問，同中國共產黨決裂。汪兆銘提出避免過激解決辦法，建議蔣親自去武漢規勸說服中國共產黨，把國民政府和中國國民黨黨部遷到南京。
1927年3月24日，中國共產黨成功策動南京事件的排外行动，洗劫外國領事館、教堂、學校、商社、醫院，打死法人一，英人二，及多人受伤，引發國民政府與英國、美國、日本間的國際事件。
1927年4月1日，汪兆銘從歐洲經莫斯科回到上海與蔣會面，汪承諾阻止武漢反蔣，而蔣則支持汪主持黨務。4月2日，中國國民黨中央監察委員吳敬恆、李宗仁、黃紹竑、陳果夫等在上海開緊急會議。會議中提出檢舉「共產黨連結容納於國民黨之共產黨員，同有謀叛證據」。4月6日，汪兆銘抵武漢。同日，張作霖得到了公使團的同意，派遣中國軍警突襲北京的蘇聯大使館、遠東銀行、中東鐵路辦公處，逮捕李大釗等共產黨员和国民党员，並搜出共產國際發來的大量指示、訓令、顛覆材料（與馮玉祥的合作顛覆文件、紅槍會及煽動農民的紀錄、中國共產黨文件等，「蘇聯陰謀文證彙編」）和武器彈藥。其中一份訓令內稱「必須設定一切辦法，激動國民群眾排斥外國人」，「不惜任何辦法，甚至搶劫及多數慘殺亦可實行」:189。蘇聯與中國共產黨則強烈譴責中國國民黨粗暴侵犯蘇聯使館尊嚴，並稱此事件乃「帝國主義的挑撥，中國政府已淪為帝國主義者工具」。
1927年4月9日，蔣離開上海赴南京。4月12日，蔣中正聯合上海青幫、洪門頭目黃金榮、杜月笙等组织的“上海共進會”，聯同軍隊在上海在上海發動四·一二事件（中國共產黨稱為四·一二反革命政變），解散上海總工會等組織，捕殺一批中國共產黨員，包括汪壽華、陳延年，趙世炎等，是为“清黨”（清除有中國共產黨員身分的中國國民黨員）。廣西、廣東則亦分別在黄绍竑、李濟深主持下開始清共。
1927年4月17日，位於武漢的中國國民黨中央宣佈撤銷蔣的國民革命軍總司令職務，並開除黨籍。在南京的中國國民黨中央執行委員，胡漢民、蔣中正、柏文蔚等及部分監察委員宣佈在南京組國民政府，以胡漢民為主席。寧漢正式分裂。武漢方面即下令開除蔣中正的黨籍並予以通緝，南京亦下令通緝約二百名共產黨人。4月19日，蘇聯召回其在北京的駐華代辦及大使館職員:65。4月21日，軍事委員會自廣東遷南京辦公，蔣發表《告全體將士書》。4月22日，武漢國民政府由汪兆銘領銜，孫科、鄧演達、宋慶齡、張發奎、吳玉章、毛澤東、惲代英等聯名發佈通電，斥責蔣之分裂行為。形成“寧漢對立”。
1927年5月中，經過李宗仁及朱培德居中斡旋，武漢及南京避免開戰，決定暫時分頭繼續北伐。月底，共產國際決議改變中國共產黨方略，準備武裝工農成立新軍、徹底進行土地改革；但仍然留在中國國民黨內。

## 另一起因
1927年4月，由于蘇聯領導中國共产党在中國国民党内煽动拉拢中國国民党左派人士，此举使蒋大怒，蔣為首的中國國民黨右派在上海進行“清黨”，解散中國共產黨組織，並逮捕中國共產黨人，同時另組“南京國民政府”，與“武漢國民政府”分庭抗禮。武漢政府決定軍事上繼續北伐，希望與馮玉祥合作先取得北京。唐生智轉而支持武漢政府。4月底，何鍵率軍北上，至河北一帶與張作霖奉軍作戰。
與此同時，郭亮、柳直荀、夏曦等中國共產黨员和中國国民党左派分子，於1926年中起在湖南展開土地改革，於各地成立農會組織，鬥爭地主及富農，並成立特別法庭審理“土豪劣紳”。國民革命軍第三十五軍軍官多為湖南士紳階層出身，為數不少軍官家庭於後方受中國共產黨批鬥。何鍵父親在長沙被抄家，逮捕後遊街示眾。
湖南軍界中於是逐漸出現嚴重反共情緒，最終在1927年5月21日引發馬日事變。三十五軍駐長沙第三十三團許克祥部，在內政部暗中指示下進行清黨，封鎖中國共產黨各機關，解除中國共產黨武裝、逮捕和處決中國共產黨人。月中，馮玉祥先後會武漢及南京政府後決定支持南京，在其軍中亦展開清黨。
1927年7月，武漢的汪兆銘政府識破蘇聯侵華企圖，知悉蘇聯顧問鮑羅廷欲分化國民政府，以助中國共產黨奪取武漢政府權力之策略後，遂決定在武漢和平分共，取締中國共產黨言論:269，又通過「取締共產議案」，罷黜鮑羅廷及其他蘇聯顧問。
7月2日，武漢政府宣佈解散中國共產黨機關，同時調掌握之各軍沿長江而下，準備東征南京。7月13日，中國共產黨決定撤回參加武漢國民政府之共產黨員。7月15日，武漢政府宣佈分共，中國共產黨称“七·一五反革命政变”。兩廣和湖南等省亦分別在李宗仁、李濟深、何鍵、朱培德等主持下開始清共。中國共產黨在幾次武裝暴動失敗後，退到農村地區發展。
8月1日，武漢政府軍事主力，張發奎部下之中國共產黨員在南昌發動兵變。武漢國民政府事後承認疏於防共，宣佈通緝中國共產黨員。8月14日，蔣中正下野。
8月19日，武漢政府宣佈遷都南京。9月初，汪兆銘親抵南京，寧漢正式復合，是为“寧漢合流”，但中國國民黨與中國共產黨正式決裂，持續十年鬥爭。